# Skåpafors
Skåpafors är en tätort i Bengtsfors kommun, knappt 5 kilometer öster om Bengtsfors, vid länsväg 164 mot Åmål.
Skåpafors ligger vid sjöarna Laxsjön och Svärdlång. 

## Historia
Sågverksrörelse hade bedrivits i Skåpafors sedan 1600-talet, när ett pappersbruk uppfördes här 1898 och Gustavsfors, som samma år köpt Skåpafors från Baldersnäs Bolag, flyttade sin tillverkning av omlagspapper och påspapper hit. 1912 övergick man från ångkraft till elektrisk drift. Krisen efter första världskriget innebar att man gick över till att enbart producera kraftpapper. 1944 gick Skåpafors upp i Billingsforskoncernen. Under 1940- och 1950-talet gick Skåpafors över från tillverkning av kraftpapper till papper av bättre kvaliteter som silkespapper, omslagspapper och liknande. Pappersservetter blev även en betydande produkt.

### Befolkningsutveckling
| Befolkningsutvecklingen i Skåpafors 1950–2020           | Befolkningsutvecklingen i Skåpafors 1950–2020 | Befolkningsutvecklingen i Skåpafors 1950–2020 | Befolkningsutvecklingen i Skåpafors 1950–2020 | Befolkningsutvecklingen i Skåpafors 1950–2020 |
| ------------------------------------------------------- | --------------------------------------------- | --------------------------------------------- | --------------------------------------------- | --------------------------------------------- |
|                                                         |                                               |                                               |                                               |                                               |
| År                                                      |                                               |                                               | Folkmängd                                     | Areal (ha)                                    |
| 1950                                                    | 1950                                          |                                               | 515                                           | ##                                            |
| 1960                                                    | 1960                                          |                                               | 380                                           |                                               |
| 1965                                                    | 1965                                          |                                               | 392                                           |                                               |
| 1970                                                    | 1970                                          |                                               | 490                                           |                                               |
| 1975                                                    | 1975                                          |                                               | 502                                           |                                               |
| 1980                                                    | 1980                                          |                                               | 473                                           |                                               |
| 1990                                                    | 1990                                          |                                               | 391                                           | 107                                           |
| 1995                                                    | 1995                                          |                                               | 388                                           | 107                                           |
| 2000                                                    | 2000                                          |                                               | 357                                           | 113                                           |
| 2005                                                    | 2005                                          |                                               | 313                                           | 113                                           |
| 2010                                                    | 2010                                          |                                               | 313                                           | 112                                           |
| 2015                                                    | 2015                                          |                                               | 323                                           | 120                                           |
| 2020                                                    | 2020                                          |                                               | 317                                           | 107                                           |
| Anm.: ## Som tätort/befolkningsagglomeration 1920–1950. |                                               |                                               |                                               |                                               |

## Samhället och näringsliv
I Skåpafors finns ett Folkets Hus, barnomsorg. Grundskolan, med årskurs 1-6, lades ned till höstterminen 2010. Beslutet om nedläggning togs av kommunfullmäktige 22 april 2009.
En stor arbetsgivare i Skåpafors är Rexcells pappersbruk. Rexcell är ett dotterbolag till Duni AB, som tidigare tillverkade servetter på orten. Servettillverkningen flyttades utomlands 2005.
Västtrafik trafikerar orten med buss. De närmaste järnvägsstationerna ligger i Åmål och Dals-Ed. Järnvägsstationen i Bengtsfors trafikeras året runt av DVVJ med gods men endast sommartid för passagerare.

## Turism
I Skåpafors finns badplatser både i sjön Svärdlång och i Laxsjön. Rastplatsen vid Svärdlång används som startplats för kanotturer.

## Fritid
Det finns en hockeyrink på orten som Skåpafors IF sköter om och ser till att den blir spolad under vintern. Söder om den gamla skolan, vilken numera är fritidshem och förskola, ligger ortens fotbollsplan Galthögen. Planen var med i filmen Offside men används numera inte av någon och har varit rejält igenväxt. Ideella krafter har dock börjat göra i ordning den igen och 2018 klipptes den regelbundet.